# Grylloderes
Grylloderes is een geslacht van rechtvleugeligen uit de familie krekels (Gryllidae). De wetenschappelijke naam van dit geslacht is voor het eerst geldig gepubliceerd in 1894 door Bolívar.

## Soorten
Het geslacht Grylloderes omvat de volgende soorten:
- Grylloderes arambourgi Chopard, 1938
- Grylloderes atratalus Walker, 1869
- Grylloderes atritus Otte & Cade, 1984
- Grylloderes brunneri Riggio, 1888
- Grylloderes capensis Otte & Cade, 1984
- Grylloderes cockbilli Chopard, 1954
- Grylloderes congolensis Gorochov, 1984
- Grylloderes ignobilis Walker, 1869
- Grylloderes longus Gorochov, 1988
- Grylloderes melanocephalus Serville, 1838
- Grylloderes morio Fabricius, 1781
- Grylloderes nefandus Kirby, 1906
- Grylloderes olsufievi Gorochov, 1988
- Grylloderes orlovskajae Gorochov, 1988
- Grylloderes ovum Gorochov, 1988
- Grylloderes primiformis Otte & Cade, 1984
- Grylloderes quadristrigatus Saussure, 1877
- Grylloderes satunini Gorochov, 1988
- Grylloderes serengeticus Otte & Cade, 1984
- Grylloderes subalatus Chopard, 1951
- Grylloderes sudanus Gorochov, 1988